# Žlebský vrch
Žlebský vrch (německy Rohrenberg) je hora v České republice. Nachází se v okrese Prachatice v Jihočeském kraji, 140 km jižně od hlavního města Prahy. Geomorfologicky spadá do pohoří Šumava / Trojmezenská hornatina / Stožecká vrchovina / Radvanovická vrchovina / Kapraďská část.

## Popis

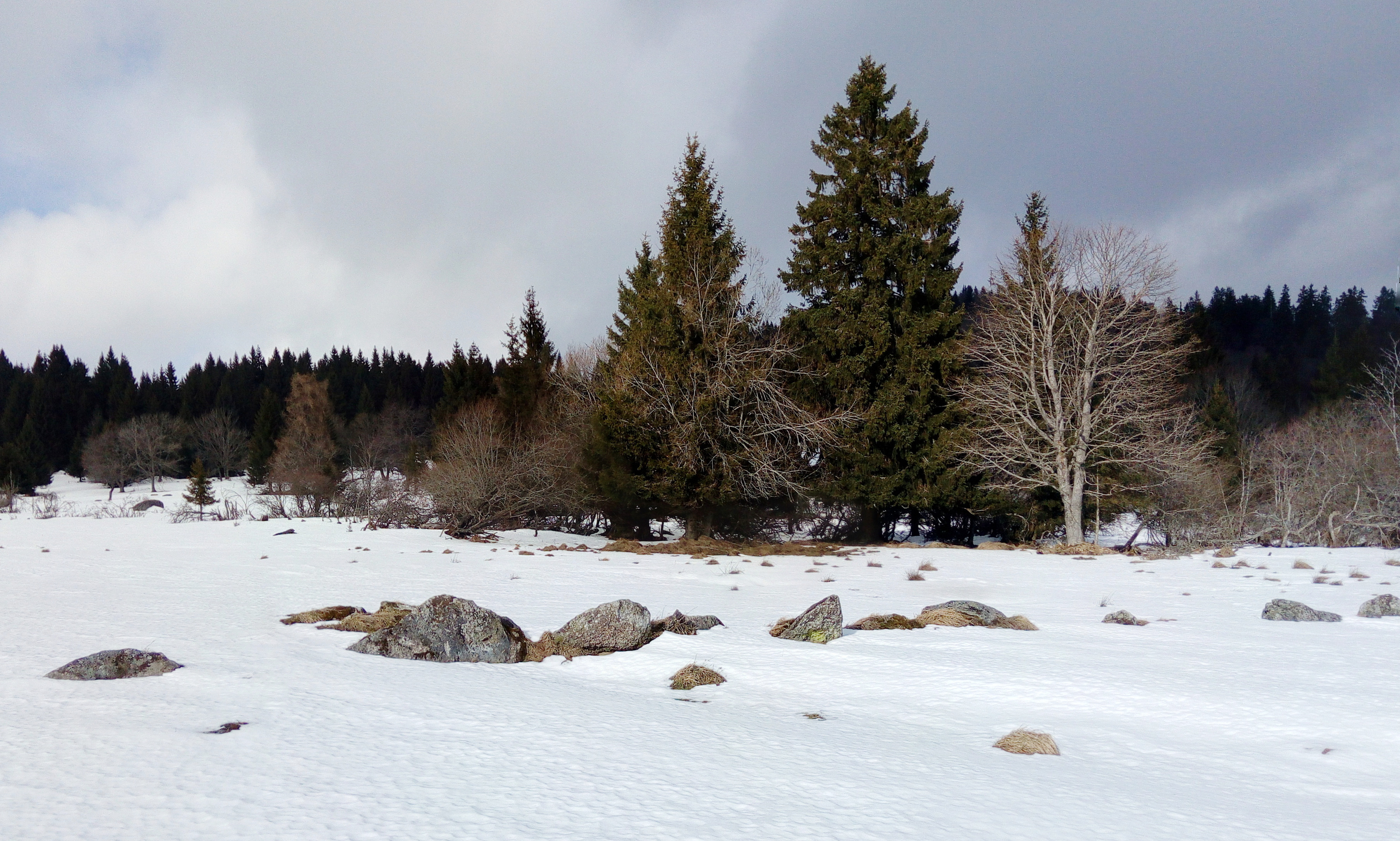
Vykácený pruh na svahu Žlebského vrchu

Žlebský vrch má výšku 1 080 metrů nad mořem, nebo 207 metrů nad okolním terénem. Jeho vrchol leží zcela mimo značené cesty v I. zóně NP a je tak nepřístupný. Šířka na základně je 6,9 km.
Terén kolem Žlebského vrchu je mírně kopcovitý a jeho okolí je velmi řídce osídlené, s dvěma obyvateli na kilometr čtvereční. V oblasti roste hlavně smíšený les. Vrch leží v těsné blízkosti Českých Žlebů a nejbližším větším sídlem jsou Volary 9,5 km na východ.
V oblasti převládá kontinentální podnebí s průměrnou roční teplotou v oblasti 5 °C. Nejteplejším měsícem je červenec, kdy bývá průměrná teplota 16 °C, a nejchladnějším je s -8 °C leden. Průměrný roční úhrn srážek je 1 249 milimetrů. Nejdeštivější měsíc je květen, s průměrem 157 mm srážek a nejsušší je pak s 42 mm srážek březen.

## Zajímavosti
V 60. letech 20. století bývala na Žlebském vrchu umístěna pozorovací hláska Protivzdušné obrany státu (PVOS), která sloužila ke sledování nízko letících letadel nezachycených pomocí radarů. Pozorovací věž stála betonových blocích, které lze najít v blízkosti odlesněného vrcholu.